# Нижняя Видзъю
Нижняя Видзъю (Улыс-Видзю) — река в России, протекает по Республике Коми. Устье реки находится в 393 км по левому берегу реки Вымь. Длина реки составляет 36 км.

## Данные водного реестра
По данным государственного водного реестра России относится к Двинско-Печорскому бассейновому округу, водохозяйственный участок реки — Вычегда от города Сыктывкар и до устья, речной подбассейн реки — Вычегда. Речной бассейн реки — Северная Двина.
Код объекта в государственном водном реестре — 03020200212103000020695.